# Carlos Martín Murga
Carlos Martín Murga († Madrid, 24 de juny de 1928) fou un polític espanyol del segle xix, diputat a Corts i senador durant la restauració borbònica.
Tenia propietats immobiliàries a Sant Sebastià i fou elegit diputat del Partit Conservador pel districte de Tortosa a les eleccions generals espanyoles de 1884. Després fou escollit senador per Tarragona en 1896 i en 1898-1899.